# Coupe du monde des clubs de la FIFA
Pour les articles homonymes, voir CMC.
La Coupe du monde des clubs de la FIFA (CMC) est une compétition de football créée en 2000 s'adressant aux clubs de football masculin, organisée par la fédération internationale de football association (FIFA). Elle a lieu tous les ans jusqu’en 2023, puis tous les quatre ans à partir de 2025. Outre le club champion du pays hôte du tournoi, les clubs champions continentaux des six confédérations de football participent à la compétition. Il s'agit des vainqueurs de la Ligue des champions de l'UEFA, de la Ligue des champions de la CAF, de la Ligue des champions de l'AFC, de la Ligue des champions de la CONCACAF, de la Ligue des champions de l'OFC et de la Copa Libertadores. Le tournoi attribue officiellement le titre de champion du monde,,.
Après le Championnat du monde des clubs de la FIFA 2000, puis une autre édition reportée et finalement annulée en 2001, la nouvelle compétition prend en 2005 le nom de Coupe du monde des clubs de la FIFA. L'épreuve se déroule alors tous les ans. Les équipes gagnantes ont été honorées par les médias, par la communauté sportive internationale et par la FIFA elle-même (avec des textes des productions du News Center et non répertoriés sur le site Web de la FIFA comme documents officiels de l'entité) avec le titre honorifique (de facto) de champion du monde. En 2017, le Conseil de la FIFA a reconnu avec document officiel (de jure) tous les champions de la Coupe intercontinentale avec le titre officiel de clubs de football champions du monde, c'est-à-dire avec le titre de champions du monde FIFA, initialement attribué uniquement aux gagnants de la Coupe du monde des clubs FIFA,.
Les clubs européens dominent largement cette compétition puisque 17 des 21 éditions ont été remportées par des clubs provenant de l'UEFA. La seule autre confédération ayant eu des clubs vainqueurs est la CONMEBOL, avec 4 éditions gagnées par des équipes sud-américaines.
À la suite de l'extension à 32 équipes et du changement de périodicité de la compétition, la Coupe intercontinentale de la FIFA se substitue à la Coupe du monde des clubs en reprenant les grandes lignes de son format, à l'exception notable que le champion européen entre directement en finale. La première édition s'est tenue en 2024.

## Histoire

### Idée d'une compétition mondiale et Coupe intercontinentale
L'idée d'une large compétition internationale dédiée aux clubs naît dans les années 1950, au cours desquels les principaux clubs européens s'affrontent de manière irrégulière dans des matchs amicaux de prestige. En décembre 1954, le Wolverhampton Wanderers Football Club, champion d'Angleterre 1954, accueille le Budapest Honvéd, des finalistes de la Coupe du monde 1954, Ferenc Puskás, József Bozsik, Zoltán Czibor, Sándor Kocsis et Gyula Lóránt, puis rencontre le Spartak Moscou, double champion d'Union soviétique. Après les victoires des Wolves, le Daily Mail proclame le club « champion du monde des clubs ». Gabriel Hanot réplique dans L'Équipe : « Attendons pour proclamer l'invincibilité de Wolverhampton qu'il soit allé à Moscou et à Budapest. Et puis, il y a d'autres clubs de valeur internationale : Milan et le Real Madrid, pour ne citer que ceux-là ». Le journaliste lance un appel à la fondation d'une compétition regroupant les meilleurs clubs internationaux le 15 décembre 1954 : « L'idée d'un championnat du monde, ou tout au moins d'Europe des clubs [...] mériterait d'être lancée ». Une série d'articles du quotidien sportif parisien explique des semaines durant les avantages d'une telle épreuve, et les premières réactions sont plutôt positives. Cette idée de compétition internationale aboutit au niveau européen par la création de la Coupe des clubs champions européens en 1955-1956.
Une compétition similaire est créée peu après en Amérique du Sud. La Copa Libertadores oppose ainsi tous les ans à partir de 1960 les meilleurs clubs du continent pour désigner le club champion d'Amérique du Sud. Dès 1960 a également lieu la Coupe intercontinentale, une compétition annuelle organisée par l'UEFA et la CONMEBOL qui oppose les vainqueurs de la Coupe des clubs champions européens et de la Copa Libertadores. Le vainqueur de cette Coupe intercontinentale est officieusement considéré champion du monde jusqu'en 2017, année où la FIFA décida d'accorder officiellement (de jure) le titre de champions du monde à tous les champions de la Coupe intercontinentale ,,. En résumé, la FIFA reconnaît deux types de champions du monde, ceux issus de la Coupe Intercontinentale et ceux issus de la Coupe du Monde des Clubs (les deux compétitions, bien que différentes, confèrent le même titre).

### La FIFA organise sa Coupe du monde des clubs
En 2000, la fédération internationale de football association (FIFA) organise le Championnat du monde des clubs. La première édition se tient du 5 au 14 janvier 2000 au Brésil et voit la victoire des Brésiliens du SC Corinthians. La FIFA programme une deuxième édition de ce tournoi en 2001, mais la reporte puis l'annule.
En 2005, la FIFA réorganise ce tournoi, en lieu et place de la Coupe intercontinentale. L'édition 2005 se tient donc au Japon. Jusqu'à la victoire de l'AC Milan lors de l'édition 2007, les clubs sud-américains l'ont toujours emporté. Le club tenant du titre a le droit de porter sur son maillot un écusson distinctif de la FIFA le désignant comme champion du monde FIFA, et ce jusqu'à la finale de l'année suivante.
L'édition 2009 s'est disputée en décembre à Abou Dabi et voit la victoire du FC Barcelone. Lors de l'édition 2010, pour la première fois de l'histoire de la compétition, une équipe africaine, le TP Mazembe, accède à la finale. Le club africain est néanmoins battu par l'Inter Milan. Lors de l'édition 2011, la compétition retourne au Japon et le FC Barcelone remporte la finale sur le score de quatre buts à zéro face au Santos FC et devient le premier club à remporter deux fois la compétition. Lors de l'édition 2012, le SC Corinthians premier vainqueur de l'histoire de cette compétition, devient le second club à remporter pour la deuxième fois la coupe du monde des clubs en s'imposant face au Chelsea FC.
En 2013, le Raja Club Athletic, invité par la FIFA comme représentant du pays hôte de la compétition accède à la finale et perd contre le Bayern Munich, premier club allemand à participer à la compétition.
Lors de l'édition 2016, les Kashima Antlers sont le premier club asiatique de l'histoire à atteindre la finale de cette compétition perd contre le Real Madrid.
Lors de l'édition 2017, le Real Madrid devient le premier club de l'histoire de cette compétition à avoir conservé son titre. Les Madrilènes remportent même leur troisième titre consécutif en 2018.

### Une Coupe du monde à 24 puis à 32 clubs
Dès fin 2016, le président de la FIFA, Gianni Infantino, avait suggéré d'étendre la Coupe du monde des clubs à 32 équipes à partir de 2019, en remplacement de la Coupe des confédérations, et de la déplacer au mois de juin sur trois semaines afin de la rendre plus équilibrée et plus attrayante pour les diffuseurs et les commanditaires,.
Fin 2017, la FIFA envisage d'élargir la compétition à 24 équipes, elle se jouerait tous les quatre ans à partir de 2021. Le nouveau tournoi inclurait les quatre derniers vainqueurs de la Ligue des champions, les quatre derniers vainqueurs de la Ligue Europa. Outre ces 8 équipes européennes, l'Amérique du Sud placerait six équipes (les quatre derniers vainqueurs de la Copa Libertadores et le meilleur club selon le classement de la Conmebol). L'Afrique, l'Asie et l'Amérique du Nord seraient représentés par trois clubs chacun et probablement un club d'Océanie. La compétition serait soutenue par un consortium d'investisseurs saoudiens, chinois et japonais promettant jusqu'à 25 milliards de dollars de revenus de 2021 à 2033. Toutefois, cette offre de 25 milliards de dollars est écartée en février 2019, la compétition, si elle est adoptée, fera objet d'un appel d'offres.
L'élargissement de la Coupe du monde des clubs à 24 équipes en 2021 est annoncé le 15 mars 2019 par Gianni Infantino, président de la FIFA, malgré la vive opposition de l'Association européenne des clubs (ECA). Elle se déroulera désormais tous les quatre ans (en remplacement de la Coupe des confédérations), une année avant la Coupe du Monde des nations. L'édition se déroulerait en Chine. 24 équipes seraient réparties en huit groupes de 3, dont les vainqueurs se retrouveraient en quarts de finale pour une phase à élimination directe classique. Le chapeau 1 serait constitué des 4 meilleures équipes européennes présentes et des 4 meilleures équipes sudaméricaines présentes (établi par le classement UEFA et du classement CONMEBOL). Le chapeau 2 serait constitué des 4 équipes européennes restantes, des 2 équipes sudaméricaines restantes, du dernier vainqueur de la Ligue des champions de la CONCACAF et du dernier vainqueur de la Ligue des champions de la CAF. Toutes les équipes restantes constitueraient le chapeau 3. En raison de la pandémie de Covid-19, le projet n'est pas appliqué en 2021.
Le 16 décembre 2022, le président de la FIFA Gianni Infantino  annonce que la Coupe du monde des clubs passera à 32 clubs à partir de 2025.
L'édition 2025 se déroule aux États-Unis. Elle suscite de vives critiques de  joueurs et d'entraîneurs pour ses conditions de déroulement et son coût écologique.

## Palmarès et statistiques

### Palmarès par édition
Le tableau suivant retrace pour chaque édition de la compétition le palmarès du tournoi, le score de la finale, la nation hôte, et le nombre de participants.
| Édition                      | Année | Vainqueur             | Score           | Finaliste               | Troisième                    | Score                        | Quatrième                    |
| ---------------------------- | ----- | --------------------- | --------------- | ----------------------- | ---------------------------- | ---------------------------- | ---------------------------- |
| 1re                          | 2000  | SC Corinthians (1)    | 0 - 0 (4-3 tab) | CR Vasco da Gama        | Club Necaxa                  | 1 - 1 (4-3 tab)              | Real Madrid                  |
| —                            | 2001  | Édition annulée       | Édition annulée | Édition annulée         | Édition annulée              | Édition annulée              | Édition annulée              |
| 2e                           | 2005  | São Paulo FC (1)      | 1 - 0           | Liverpool FC            | Deportivo Saprissa           | 3 - 2                        | Al-Ittihad                   |
| 3e                           | 2006  | SC Internacional (1)  | 1 - 0           | FC Barcelone            | Al Ahly SC                   | 2 - 1                        | Club América                 |
| 4e                           | 2007  | AC Milan (1)          | 4 - 2           | Boca Juniors            | Urawa Red Diamonds           | 2 - 2 (4-2 tab)              | Étoile du Sahel              |
| 5e                           | 2008  | Manchester United (1) | 1 - 0           | LDU Quito               | Gamba Osaka                  | 1 - 0                        | CF Pachuca                   |
| 6e                           | 2009  | FC Barcelone (1)      | 2 - 1 ap        | Estudiantes de La Plata | Pohang Steelers              | 1 - 1 (4-3 tab)              | CF Atlante                   |
| 7e                           | 2010  | Inter Milan (1)       | 3 - 0           | TP Mazembe              | SC Internacional             | 4 - 2                        | Seongnam Ilhwa Chunma        |
| 8e                           | 2011  | FC Barcelone (2)      | 4 - 0           | Santos FC               | Al-Sadd SC                   | 0 - 0 (5-3 tab)              | Kashiwa Reysol               |
| 9e                           | 2012  | SC Corinthians (2)    | 1 - 0           | Chelsea FC              | CF Monterrey                 | 2 - 0                        | Al Ahly SC                   |
| 10e                          | 2013  | Bayern Munich (1)     | 2 - 0           | Raja CA                 | Atlético Mineiro             | 3 - 2                        | Guangzhou Evergrande         |
| 11e                          | 2014  | Real Madrid (1)       | 2 - 0           | CA San Lorenzo          | Auckland City                | 1 - 1 (4-2 tab)              | Cruz Azul FC                 |
| 12e                          | 2015  | FC Barcelone (3)      | 3 - 0           | River Plate             | Sanfrecce Hiroshima          | 2 - 1                        | Guangzhou Evergrande         |
| 13e                          | 2016  | Real Madrid (2)       | 4 - 2 ap        | Kashima Antlers         | Atlético Nacional            | 2 - 2 (4-3 tab)              | Club América                 |
| 14e                          | 2017  | Real Madrid (3)       | 1 - 0           | Grêmio Porto Alegre     | CF Pachuca                   | 4 - 1                        | Al-Jazira SC                 |
| 15e                          | 2018  | Real Madrid (4)       | 4 - 1           | Al-Aïn FC               | River Plate                  | 4 - 0                        | Kashima Antlers              |
| 16e                          | 2019  | Liverpool FC (1)      | 1 - 0 ap        | CR Flamengo             | CF Monterrey                 | 2 - 2 (4-3 tab)              | Al-Hilal FC                  |
| 17e                          | 2020  | Bayern Munich (2)     | 1 - 0           | Tigres UANL             | Al Ahly SC                   | 0 - 0 (3-2 tab)              | SE Palmeiras                 |
| 18e                          | 2021  | Chelsea FC (1)        | 2 - 1 ap        | SE Palmeiras            | Al Ahly SC                   | 4 - 0                        | Al-Hilal FC                  |
| 19e                          | 2022  | Real Madrid (5)       | 5 - 3           | Al-Hilal FC             | CR Flamengo                  | 4 - 2                        | Al Ahly SC                   |
| 20e                          | 2023  | Manchester City (1)   | 4 - 0           | Fluminense FC           | Al Ahly SC                   | 4 - 2                        | Urawa Red Diamonds           |
| Passage du format à 32 clubs |       |                       |                 |                         |                              |                              |                              |
| Édition                      | Année | Vainqueur             | Score           | Finaliste               | Demi-finalistes              | Demi-finalistes              | Demi-finalistes              |
| 21e                          | 2025  | Chelsea FC (2)        | 3 - 0           | Paris Saint-Germain     | Fluminense FC et Real Madrid | Fluminense FC et Real Madrid | Fluminense FC et Real Madrid |

### Palmarès par club
| Rang | Équipe                  | Vainqueur | Finaliste | Troisième (ou demi-finaliste depuis 2025) | Édition(s) gagnée(s)         | Participations |
| ---- | ----------------------- | --------- | --------- | ----------------------------------------- | ---------------------------- | -------------- |
| 1    | Real Madrid             | 5         | -         | 1                                         | 2014, 2016, 2017, 2018, 2022 | 7              |
| 2    | FC Barcelone            | 3         | 1         | -                                         | 2009, 2011, 2015             | 4              |
| 3    | Chelsea FC              | 2         | 1         | -                                         | 2021, 2025                   | 3              |
| 4    | SC Corinthians          | 2         | -         | -                                         | 2000, 2012                   | 2              |
| 4    | Bayern Munich           | 2         | -         | -                                         | 2013, 2020                   | 3              |
| 6    | Liverpool FC            | 1         | 1         | -                                         | 2019                         | 2              |
| 7    | SC Internacional        | 1         | -         | 1                                         | 2006                         | 2              |
| 8    | São Paulo FC            | 1         | -         | -                                         | 2005                         | 2              |
| 8    | AC Milan                | 1         | -         | -                                         | 2007                         | 1              |
| 8    | Manchester United       | 1         | -         | -                                         | 2008                         | 2              |
| 8    | Inter Milan             | 1         | -         | -                                         | 2010                         | 2              |
| 8    | Manchester City         | 1         | -         | -                                         | 2023                         | 2              |
| 13   | River Plate             | -         | 1         | 1                                         | -                            | 3              |
| 13   | CR Flamengo             | -         | 1         | 1                                         | -                            | 3              |
| 15   | Fluminense FC           | -         | 1         | 1                                         | -                            | 2              |
| 15   | CR Vasco da Gama        | -         | 1         | -                                         | -                            | 1              |
| 15   | Boca Juniors            | -         | 1         | -                                         | -                            | 2              |
| 15   | LDU Quito               | -         | 1         | -                                         | -                            | 1              |
| 15   | Estudiantes de La Plata | -         | 1         | -                                         | -                            | 1              |
| 15   | TP Mazembe              | -         | 1         | -                                         | -                            | 3              |
| 15   | Santos FC               | -         | 1         | -                                         | -                            | 1              |
| 15   | Raja CA                 | -         | 1         | -                                         | -                            | 2              |
| 15   | CA San Lorenzo          | -         | 1         | -                                         | -                            | 1              |
| 15   | Kashima Antlers         | -         | 1         | -                                         | -                            | 2              |
| 15   | Grêmio Porto Alegre     | -         | 1         | -                                         | -                            | 1              |
| 15   | Al-Aïn FC               | -         | 1         | -                                         | -                            | 2              |
| 15   | Tigres UANL             | -         | 1         | -                                         | -                            | 1              |
| 15   | SE Palmeiras            | -         | 1         | -                                         | -                            | 3              |
| 15   | Al-Hilal FC             | -         | 1         | -                                         | -                            | 5              |
| 15   | Paris Saint-Germain     | -         | 1         | -                                         | -                            | 1              |
| 31   | Al Ahly SC              | -         | -         | 4                                         | -                            | 10             |
| 32   | CF Monterrey            | -         | -         | 2                                         | -                            | 6              |
| 33   | Club Necaxa             | -         | -         | 1                                         | -                            | 1              |
| 33   | Deportivo Saprissa      | -         | -         | 1                                         | -                            | 1              |
| 33   | Urawa Red Diamonds      | -         | -         | 1                                         | -                            | 4              |
| 33   | Gamba Osaka             | -         | -         | 1                                         | -                            | 1              |
| 33   | Pohang Steelers         | -         | -         | 1                                         | -                            | 1              |
| 33   | Al-Sadd SC              | -         | -         | 1                                         | -                            | 2              |
| 33   | Atlético Mineiro        | -         | -         | 1                                         | -                            | 1              |
| 33   | Auckland City           | -         | -         | 1                                         | -                            | 11             |
| 33   | Sanfrecce Hiroshima     | -         | -         | 1                                         | -                            | 1              |
| 33   | Atlético Nacional       | -         | -         | 1                                         | -                            | 1              |
| 33   | CF Pachuca              | -         | -         | 1                                         | -                            | 5              |

### Palmarès par nation
Le Brésil est la nation la plus représentée sur le podium de la Coupe du monde des clubs avec quatorze présences de clubs brésiliens dans les trois premières places.
| Rang | Pays                | Vainqueur                                          | Finaliste                              | Troisième (ou demi-finaliste depuis 2025) |
| ---- | ------------------- | -------------------------------------------------- | -------------------------------------- | ----------------------------------------- |
| 1    | Espagne             | 8 (2009, 2011, 2014, 2015, 2016, 2017, 2018, 2022) | 1 (2006)                               | 1 (2025)                                  |
| 2    | Angleterre          | 5 (2008, 2019, 2021, 2023, 2025)                   | 2 (2005, 2012)                         | -                                         |
| 3    | Brésil              | 4 (2000, 2005, 2006, 2012)                         | 6 (2000, 2011, 2017, 2019, 2021, 2023) | 4 (2010, 2013, 2022, 2025)                |
| 4    | Allemagne           | 2 (2013, 2020)                                     | -                                      | -                                         |
| 4    | Italie              | 2 (2007, 2010)                                     | -                                      | -                                         |
| 6    | Argentine           | -                                                  | 4 (2007, 2009, 2014, 2015)             | 1 (2018)                                  |
| 7    | Mexique             | -                                                  | 1 (2020)                               | 4 (2000, 2012, 2017, 2019)                |
| 8    | Japon               | -                                                  | 1 (2016)                               | 3 (2007, 2008, 2015)                      |
| 9    | Arabie saoudite     | -                                                  | 1 (2022)                               | -                                         |
| 9    | Émirats arabes unis | -                                                  | 1 (2018)                               | -                                         |
| 9    | Équateur            | -                                                  | 1 (2008)                               | -                                         |
| 9    | RD Congo            | -                                                  | 1 (2010)                               | -                                         |
| 9    | Maroc               | -                                                  | 1 (2013)                               | -                                         |
| 9    | France              | -                                                  | 1 (2025)                               | -                                         |
| 15   | Égypte              | -                                                  | -                                      | 4 (2006, 2020, 2021, 2023)                |
| 16   | Corée du Sud        | -                                                  | -                                      | 1 (2009)                                  |
| 16   | Costa Rica          | -                                                  | -                                      | 1 (2005)                                  |
| 16   | Qatar               | -                                                  | -                                      | 1 (2011)                                  |
| 16   | Nouvelle-Zélande    | -                                                  | -                                      | 1 (2014)                                  |
| 16   | Colombie            | -                                                  | -                                      | 1 (2016)                                  |

### Palmarès par confédération
Les représentants du continent européen (UEFA) totalisent seize victoires, et devancent les représentants du continent sud-américain (CONMEBOL) avec un total de quatre victoires.
| Rang | Confédération                                     | Vainqueur                                                                                                | Finaliste                                                             | Troisième (ou demi-finaliste depuis 2025) |
| ---- | ------------------------------------------------- | --- | --------------------------------------------------------------------- | ----------------------------------------- |
| 1    | UEFA (Europe)                                     | 17 (2007, 2008, 2009, 2010,2011, 2013, 2014, 2015, 2016, 2017, 2018, 2019, 2020, 2021, 2022, 2023, 2025) | 4 (2005, 2006, 2012, 2025)                                            | 1 (2025)                                  |
| 2    | CONMEBOL (Amérique du Sud)                        | 4 (2000, 2005, 2006, 2012)                                                                               | 11 (2000, 2007, 2008, 2009, 2011, 2014, 2015, 2017, 2019, 2021, 2023) | 6 (2010, 2013, 2016, 2018, 2022, 2025)    |
| 3    | AFC (Asie)                                        | - | 3 (2016, 2018, 2022)                                                  | 5 (2007, 2008, 2009, 2011, 2015)          |
| 4    | CAF (Afrique)                                     | - | 2 (2010, 2013)                                                        | 4 (2006, 2020, 2021, 2023)                |
| 5    | CONCACAF (Amérique du Nord, centrale et Caraïbes) | - | 1 (2020)                                                              | 5 (2000, 2005, 2012, 2017, 2019)          |
| 6    | OFC (Océanie)                                     | - | -                                                                     | 1 (2014)                                  |

### Récompenses annexes
Des récompenses sont attribuées à l'issue de chaque édition. Le Ballon d'Or adidas est remis au meilleur joueur de la compétition. Les deuxième et troisième meilleurs joueurs se voient remettre les ballons d'argent et de bronze. Le prix du fair-play est décerné au club ayant eu le moins de cartons durant la compétition.
| 2000                         | Edílson            | Edmundo              | Romário                | Al Nasr Riyad      |
| 2005                         | Rogério Ceni       | Steven Gerrard       | Christian Bolaños      | Liverpool FC       |
| 2006                         | Deco               | Iarley               | Ronaldinho             | FC Barcelone       |
| 2007                         | Kaká               | Clarence Seedorf     | Rodrigo Palacio        | Urawa Red Diamonds |
| 2008                         | Wayne Rooney       | Cristiano Ronaldo    | Damián Manso           | Adélaïde United    |
| 2009                         | Lionel Messi       | Juan Sebastián Verón | Xavi                   | CF Atlante         |
| 2010                         | Samuel Eto'o       | Dioko Kaluyituka     | Andrés D'Alessandro    | Inter Milan        |
| 2011                         | Lionel Messi       | Xavi                 | Neymar                 | FC Barcelone       |
| 2012                         | Cássio             | David Luiz           | Paolo Guerrero         | CF Monterrey       |
| 2013                         | Franck Ribéry      | Philipp Lahm         | Mouhcine Yajour        | Bayern Munich      |
| 2014                         | Sergio Ramos       | Cristiano Ronaldo    | Ivan Vicelich          | Real Madrid        |
| 2015                         | Luis Suárez        | Lionel Messi         | Andrés Iniesta         | FC Barcelone       |
| 2016                         | Cristiano Ronaldo  | Luka Modrić          | Gaku Shibasaki         | Kashima Antlers    |
| 2017                         | Luka Modrić        | Cristiano Ronaldo    | Jonathan Urretaviscaya | Real Madrid        |
| 2018                         | Gareth Bale        | Caio                 | Rafael Santos Borré    | Real Madrid        |
| 2019                         | Mohamed Salah      | Bruno Henrique       | Carlos Eduardo         | ES Tunis           |
| 2020                         | Robert Lewandowski | André-Pierre Gignac  | Joshua Kimmich         | Al-Duhail SC       |
| 2021                         | Thiago Silva       | Dudu                 | Danilo                 | Chelsea FC         |
| 2022                         | Vinícius Júnior    | Federico Valverde    | Luciano Vietto         | Real Madrid        |
| 2023                         | Rodri              | Kyle Walker          | Jhon Arias             | Al-Ittihad Club    |
| Passage du format à 32 clubs |                    |                      |                        |                    |
| Année                        | Ballon d'Or        | Soulier d'Or         | Gant d'Or              | Meilleur Jeune     |
| 2025                         | Cole Palmer        | Gonzalo García       | Robert Sánchez         | Désiré Doué        |

### Joueurs les plus titrés
| Joueur            | Club(s)                                    | Titres | Édition                            |
| ----------------- | ------------------------------------------ | ------ | ---------------------------------- |
| Toni Kroos        | Bayern Munich / Real Madrid                | 6      | 2013, 2014, 2016, 2017, 2018, 2022 |
| Nacho             | Real Madrid                                | 5      | 2014, 2016, 2017, 2018, 2022       |
| Luka Modrić       | Real Madrid                                | 5      | 2014, 2016, 2017, 2018, 2022       |
| Karim Benzema     | Real Madrid                                | 5      | 2014, 2016, 2017, 2018, 2022       |
| Dani Carvajal     | Real Madrid                                | 5      | 2014, 2016, 2017, 2018, 2022       |
| Cristiano Ronaldo | Manchester United / Real Madrid            | 4      | 2008, 2014, 2016, 2017             |
| Keylor Navas      | Real Madrid                                | 4      | 2014, 2016, 2017, 2018             |
| Gareth Bale       | Real Madrid                                | 4      | 2014, 2016, 2017, 2018             |
| Sergio Ramos      | Real Madrid                                | 4      | 2014, 2016, 2017, 2018             |
| Marcelo           | Real Madrid                                | 4      | 2014, 2016, 2017, 2018             |
| Raphaël Varane    | Real Madrid                                | 4      | 2014, 2016, 2017, 2018             |
| Isco              | Real Madrid                                | 4      | 2014, 2016, 2017, 2018             |
| Lucas Vázquez     | Real Madrid                                | 4      | 2016, 2017, 2018, 2022             |
| Marco Asensio     | Real Madrid                                | 4      | 2016, 2017, 2018, 2022             |
| Mateo Kovačić     | Real Madrid / Chelsea FC / Manchester City | 4      | 2016, 2017, 2021, 2023             |

### Matchs disputés
| Rang | Joueur             | Matchs | Club(s)          | Détail                                                                         |
| ---- | ------------------ | ------ | ---------------- | ------------------------------------------------------------------------------ |
| 1    | Hussein El Shahat  | 18     | Al Ain / Al Ahly | 2018 (4), 2020 (2), 2021 (3), 2022 (3), 2023 (3), 2025 (3)                     |
| 2    | Mohamed Hany       | 16     | Al Ahly          | 2020 (3), 2021 (3), 2022 (4), 2023 (3), 2025 (3)                               |
| 3    | Luka Modrić        | 14     | Real Madrid      | 2016 (2), 2017 (2), 2018 (2), 2022 (2), 2025 (6)                               |
| 3    | Taher Mohamed (en) | 14     | Al Ahly          | 2020 (3), 2021 (3), 2022 (4), 2023 (3), 2025 (1)                               |
| 5    | Mohamed El-Shenawy | 13     | Al Ahly          | 2020 (3), 2022 (4), 2023 (3), 2025 (3)                                         |
| 6    | Emiliano Tade (en) | 12     | Auckland City    | 2011 (1), 2012 (1), 2013 (1), 2014 (4), 2015 (1), 2016 (1), 2017 (1), 2022 (2) |
| 6    | Ali Maaloul        | 12     | Al Ahly          | 2020 (2), 2021 (3), 2022 (4), 2023 (3)                                         |
| 6    | Hamdy Fathy (en)   | 12     | Al Ahly          | 2020 (3), 2021 (2), 2022 (4), 2025 (3)                                         |
| 6    | Aliou Dieng        | 12     | Al Ahly          | 2020 (3), 2021 (3), 2022 (4), 2023 (1), 2025 (1)                               |
| 6    | Afsha (en)         | 12     | Al Ahly          | 2020 (3), 2021 (2), 2022 (3), 2023 (1), 2025 (3)                               |
| 6    | Rami Rabia         | 12     | Al Ahly / Al Ain | 2012 (2), 2013 (2), 2021 (2), 2022 (1), 2023 (2), 2025 (3)                     |
| 6    | Salem Al-Dawsari   | 12     | Al-Hilal         | 2019 (3), 2021 (3), 2022 (3), 2025 (3)                                         |
| 6    | Mohamed Kanno      | 12     | Al-Hilal         | 2019 (2), 2021 (3), 2022 (2), 2025 (5)                                         |

### Meilleurs buteurs
| Année | Meilleur buteur                                                 | Buts |
| ----- | --------------------------------------------------------------- | ---- |
| 2000  | Nicolas Anelka Romário                                          | 3    |
| 2005  | Amoroso Peter Crouch Mohammed Noor Álvaro Saborío               | 2    |
| 2006  | Mohamed Aboutreika                                              | 3    |
| 2007  | Washington                                                      | 3    |
| 2008  | Wayne Rooney                                                    | 3    |
| 2009  | Denilson                                                        | 4    |
| 2010  | Mauricio Molina                                                 | 3    |
| 2011  | Adriano Lionel Messi                                            | 2    |
| 2012  | Hisato Satō César Delgado                                       | 3    |
| 2013  | Ronaldinho Darío Conca César Delgado Mouhcine Iajour            | 2    |
| 2014  | Gerardo Torrado Gareth Bale Sergio Ramos                        | 2    |
| 2015  | Luis Suárez                                                     | 5    |
| 2016  | Cristiano Ronaldo                                               | 4    |
| 2017  | Cristiano Ronaldo Maurício Antônio Romarinho                    | 2    |
| 2018  | Gareth Bale Rafael Santos Borré                                 | 3    |
| 2019  | Hamdou Elhouni Baghdad Bounedjah                                | 3    |
| 2020  | André-Pierre Gignac                                             | 3    |
| 2021  | Abdoulaye Diaby Yasser Ibrahim (en) Romelu Lukaku Raphael Veiga | 2    |
| 2022  | Pedro                                                           | 4    |
| 2023  | Karim Benzema Ali Maaloul Julián Álvarez                        | 2    |
| 2025  | Gonzalo García Ángel Di María Serhou Guirassy Marcos Leonardo   | 4    |

| Rang | Joueur             | Buts | Détail                                 |
| ---- | ------------------ | ---- | -------------------------------------- |
| 1    | Cristiano Ronaldo  | 7    | 2008 (1), 2016 (4), 2017 (2)           |
| 2    | Gareth Bale        | 6    | 2014 (2), 2017 (1), 2018 (3)           |
| 2    | Karim Benzema      | 6    | 2014 (1), 2016 (2), 2022 (1), 2023 (2) |
| 2    | Lionel Messi       | 6    | 2009 (2), 2011 (2), 2015 (1), 2025 (1) |
| 2    | Luis Suárez        | 6    | 2015 (5), 2025 (1)                     |
| 6    | César Delgado      | 5    | 2012 (3), 2013 (2)                     |
| 6    | Salem Al-Dawsari   | 5    | 2019 (1), 2021 (1), 2022 (2), 2025 (1) |
| 6    | Federico Valverde  | 5    | 2022 (3), 2025 (2)                     |
| 9    | Denilson           | 4    | 2009 (4)                               |
| 9    | Mohamed Aboutreika | 4    | 2006 (3), 2012 (1)                     |
| 9    | Tsukasa Shiotani   | 4    | 2015 (2), 2018 (2)                     |
| 9    | Pedro              | 4    | 2022 (4)                               |
| 9    | Hussein El Shahat  | 4    | 2018 (1), 2020 (1), 2022 (1), 2023 (1) |
| 9    | Sergio Ramos       | 4    | 2014 (2), 2018 (1), 2025 (1)           |
| 9    | Vinícius Júnior    | 4    | 2022 (3), 2025 (1)                     |
| 9    | Ángel Di María     | 4    | 2025 (4)                               |
| 9    | Phil Foden         | 4    | 2023 (1), 2025 (3)                     |
| 9    | Marcos Leonardo    | 4    | 2025 (4)                               |
| 9    | Gonzalo García     | 4    | 2025 (4)                               |
| 9    | Serhou Guirassy    | 4    | 2025 (4)                               |

### Entraîneurs les plus titrés
| Entraîneur      | Club(s)                                                    | Titres | Édition                |
| --------------- | ---------------------------------------------------------- | ------ | ---------------------- |
| Pep Guardiola   | FC Barcelone (2) / Bayern Munich (1) / Manchester City (1) | 4      | 2009, 2011, 2013, 2023 |
| Carlo Ancelotti | AC Milan (1) / Real Madrid (2)                             | 3      | 2007, 2014, 2022       |
| Zinédine Zidane | Real Madrid (2)                                            | 2      | 2016, 2017             |

## Organisation

### Pays organisateurs
La première édition du tournoi se déroule au Brésil en 2000. Le tournoi annulé de 2001 devait lui se tenir en Espagne. De 2005 à 2008, la compétition se déroule au Japon, comme pour la défunte Coupe intercontinentale. De 2008 à 2010, la Coupe du monde des clubs se déroule aux Émirats arabes unis. La Coupe retourne au Japon pour les éditions 2011 et 2012. Le Maroc organise les Coupes du monde 2013 et 2014. Les éditions 2015 et 2016 se tiennent au Japon, et les éditions 2017 et 2018 aux Émirats arabes unis. Celle de 2019 se tient au Qatar pour la toute première fois puis une seconde fois l'année suivante. La compétition retourne aux Émirats arabes unis en 2021. La coupe du monde des clubs de 2022 a eu lieu au Maroc.

### Équipes participantes
Sept clubs sont habilités à participer à la Coupe du monde des clubs. Il s'agit tout d'abord du club vainqueur du championnat du pays hôte organisant la compétition. Les six autres clubs invités sont les six champions continentaux, vainqueurs respectifs des plus importantes compétitions inter-clubs continentales organisées par les six confédérations internationales de football. Le vainqueur de la Copa Libertadores représente la CONMEBOL, qui est la confédération sud-américaine. Les vainqueurs de la Ligue des champions de l'UEFA, de la Ligue des champions de la CAF, de la Ligue des champions de l'AFC, de la Ligue des champions de la CONCACAF et de la Ligue des champions de l'OFC représentent à ce titre les confédérations de l'UEFA (Europe), la CAF (Afrique), l'AFC (Asie), la CONCACAF (Amérique du Nord, centrale et des Caraïbes) et l'OFC (Océanie).
En 2005 et en 2006, le pays hôte n'a pas de représentant, ce qui réduit le nombre de participants à six clubs,.
L'édition 2000 intègre le vainqueur de la Coupe intercontinentale 1998 et le représentant asiatique est le vainqueur de la Supercoupe d'Asie.

### Format de la compétition
Lors de la première édition du tournoi en 2000, huit équipes sont présentes. Ces équipes sont réparties en deux groupes de quatre au sein desquels toutes les équipes se rencontrent une fois. Un match gagné rapporte trois points, un match nul un point, et une défaite zéro point. Le classement des groupes s'établit en prenant en compte le nombre de points, puis la différence de buts et le nombre de buts marqués et, si plusieurs équipes sont toujours à égalité, les résultats entre ces équipes. Les deux premiers de chaque groupe sont qualifiés pour les demi-finales (où chaque premier de groupe rencontre le second de l'autre groupe). Les vainqueurs des demi-finales sont qualifiés pour la finale et se disputent le titre, tandis que les perdant jouent le match pour la troisième place.
En 2005 et en 2006, six équipes sont présentes. Les représentants des continents européen et sud-américain font leur entrée en demi-finales, tandis que les quatre autres représentants (africain, nord-américain, asiatique et océanien) se disputent en matchs à élimination directe les deux dernières places à pourvoir en demi-finales. Outre la finale, deux matchs de classement sont disputés, un pour la cinquième place puis un pour la troisième place,. Le nombre de participants augmente à sept en 2007 et le format est alors légèrement modifié. Un tour est ainsi rajouté, opposant le champion du pays hôte et le représentant océanien, dont le vainqueur retrouve au second tour les trois représentants africain, nord-américain et asiatique. Les deux vainqueurs de ce tour se qualifient pour les deux demi-finales où entrent en lice les clubs européen et sud-américain (comme en 2005 et 2006). Supprimé en 2007, le match pour la cinquième place fait son retour dès l'édition suivante afin que six des sept clubs présents jouent deux matches (au moins) dans le tournoi.
Le tableau suivant récapitule le format de la compétition de 2008 à 2023 :
|  | 1er tour                 | 1er tour                |                      |  | 2e tour            | 2e tour         |  |  | Demi-finales | Demi-finales |  |  | Finale | Finale |
|  |                          |                         |                      |  |                    |                 |  |  |              |              |  |  |        |        |
|  | Pays hôte                |                         |                      |  |                    |                 |  |  |              |              |  |  |        |        |
|  |                          |                         |                      |  |                    |                 |  |  |              |              |  |  |        |        |
|  | OFC                      |                         |                      |  | Vainqueur 1er tour |                 |  |  |              |              |  |  |        |        |
|  | OFC                      |                         |                      |  | Vainqueur 1er tour |                 |  |  |              |              |  |  |        |        |
|  |                          |                         |                      |  | AFC/CONCACAF/CAF   |                 |  |  |              |              |  |  |        |        |
|  | Vainqueur 2e tour (m. 1) |                         |                      |  |                    |                 |  |  |              |              |  |  |        |        |
|  |                          |                         |                      |  |                    |                 |  |  |              |              |  |  |        |        |
|  |                          |                         | UEFA/CONMEBOL        |  |                    |                 |  |  |              |              |  |  |        |        |
|  |                          |                         |                      |  |                    |                 |  |  |              |              |  |  |        |        |
|  |                          |                         |                      |  |                    |                 |  |  |              |              |  |  |        |        |
|  |                          |                         |                      |  |                    |                 |  |  |              |              |  |  |        |        |
|  | Vainqueur demi-finale 1  |                         |                      |  |                    |                 |  |  |              |              |  |  |        |        |
|  |                          |                         |                      |  |                    |                 |  |  |              |              |  |  |        |        |
|  |                          | Vainqueur demi-finale 2 |                      |  |                    |                 |  |  |              |              |  |  |        |        |
|  |                          |                         | AFC/CONCACAF/CAF     |  |                    |                 |  |  |              |              |  |  |        |        |
|  |                          |                         |                      |  |                    |                 |  |  |              |              |  |  |        |        |
|  |                          | AFC/CONCACAF/CAF        |                      |  |                    |                 |  |  |              |              |  |  |        |        |
|  | Vainqueur 2e tour (m. 2) |                         |                      |  |                    |                 |  |  |              |              |  |  |        |        |
|  | Cinquième place          | Cinquième place         |                      |  | Troisième place    | Troisième place |  |  |              |              |  |  |        |        |
|  | Cinquième place          | Cinquième place         | UEFA/CONMEBOL        |  | Troisième place    | Troisième place |  |  |              |              |  |  |        |        |
|  | Vaincu 2e tour (m. 1)    |                         | Vaincu demi-finale 1 |  |                    |                 |  |  |              |              |  |  |        |        |
|  | Vaincu 2e tour (m. 1)    |                         |                      |  |                    |                 |  |  |              |              |  |  |        |        |
|  | Vaincu 2e tour (m. 2)    |                         | Vaincu demi-finale 2 |  |                    |                 |  |  |              |              |  |  |        |        |
|  | Vaincu 2e tour (m. 2)    |                         |                      |  |                    |                 |  |  |              |              |  |  |        |        |
|  |                          |                         |                      |  |                    |                 |  |  |              |              |  |  |        |        |

### Trophée

Premier trophée de la Coupe du monde des clubs, remis entre 2000 et 2023.

Le trophée est composé de six supports courbés qui représentent les six confédérations portant un globe terrestre. L’un de ces supports est séparé des autres pour représenter le champion. Les courbes gracieuses et la force inhérente de ce trophée évoquent les qualités sportives nécessaires pour le remporter. « Le trophée a essentiellement été fait en or et en argent pour refléter le prestige de la compétition » explique John Schumacher, du département de la communication de la FIFA. Le trophée créé par les ateliers Fattorini est constitué d'argent et de plaqué or. Sa taille est de 50 centimètres, pour une envergure maximale de 20 centimètres et un poids de 5,2 kilogrammes. Le diamètre de la base est de 20 centimètres.
Le nom des vainqueurs est gravé sur la base du trophée. Une polémique est née dès la création de ce trophée en 2005. Le SC Corinthians, qui avait remporté la première édition de la Coupe du monde des clubs en 2000, voulait que son nom soit gravé sur le trophée. Cependant, la FIFA a été claire. John Schumacher, du département de la communication de la FIFA, explique : « C’est la même chose que pour le trophée de la Coupe du monde. Le nom des équipes gravées sur le trophée, sont ceux qui ont remporté ce trophée-là. Sur le socle du nouveau trophée de la Coupe du monde, seules les équipes ayant remporté ce nouveau trophée sont gravées ». Le premier trophée remporté par les Corinthians en 2000 pèse 4,6 kg, mesure 37,5 cm de haut pour une largeur de 10 cm et est dessiné par William Sawaya,.

### Primes
La FIFA verse une prime à chacune des sept équipes participantes. Les primes perçues dépendent du classement final de chaque équipe. Pour l'édition 2010, le montant total versé aux équipes est de 16,5 millions de dollars et la prime versée au vainqueur s'élève à 5 millions d'euros.

### Spectateurs
La moyenne de spectateurs s'élève à 36 457 depuis la première compétition en 2000.
Le Championnat du monde 2000 se déroule devant 35 190 spectateurs en moyenne (après l'édition 2014). La meilleure affluence du tournoi et la meilleure affluence absolue de la compétition sont réalisées lors de deux matches : un match de phase de groupes entre le CR Vasco da Gama et le Manchester United FC et la finale entre le SC Corinthians et le CR Vasco da Gama (73 000 spectateurs sont présents dans le Maracaña de Rio de Janeiro),. L'affluence moyenne se stabilise lors des éditions suivantes entre 30 000 et 40 000 spectateurs.
Les éditions se tenant au Japon connaissent une affluence moyenne aux alentours des 40 000 spectateurs, l'édition 2007 connaissant un record de fréquentation avec 45 553 spectateurs de moyenne.
La moyenne chute lors des éditions disputées aux Émirats arabes unis : en 2009 et 2010, les affluences moyennes sont respectivement de 19 544 et 25 031 spectateurs.

### Réception
En Europe, le tournoi est presque ignoré par les médias, notamment à cause de son niveau sportif, jugé inférieur à la Coupe intercontinentale, alors même que les équipes se rencontraient auparavant dans un match unique au Japon (et même avant), les jeux étaient caractérisés par un combat à armes égales. L'ouverture du marché mondial du football a changé l'équilibre. De nos jours, les meilleurs joueurs de football Sud-Américains jouent généralement pour des équipes européennes.